# 1938.
◄ | 19. stoljeće | 20. stoljeće | 21. stoljeće | ►
◄ | 1900-ih | 1910-ih | 1920-ih | 1930-ih | 1940-ih | 1950-ih | 1960-ih | ►
◄◄ | ◄ | 1935. | 1936. | 1937. | 1938. | 1939. | 1940. | 1941. | ► | ►►
Arhitektura • Astronomija • Biologija • Film • Fotografija • Glazba • Kazalište • Kemija • Kiparstvo • Knjige • Književnost • Kršćanstvo • Meteorologija • Medicina • Planinarstvo • Politika • Pravo • Promet • Slikarstvo • Strip • Šport • Televizija • Znanost • Zrakoplovstvo • Željeznički promet

## Događaji
- 9. veljače – Velika tragedija u Sretnicama kad je u požaru izgorjelo 29 svatova.[1]
- 27. ožujka – Potres na Bilogori 1938.
- 9./10. studenog. – Kristalna noć u Njemačkoj.
- 20. studenoga – Velika simbolička loža "Libertas" je prestala s radom
- Austrija pripojena nacističkoj Njemačkoj.
- Objavljen je prvi Burov (Buros Institute of Mental Measurements) godišnjak o mentalnom mjerenju (Mental Measurement Yearbook).
- 25. na 26. siječnja – Aurora borealis nad Europom, vidljiva i u južnoj Europi, u noći s 25. na 26. siječnja). Vidi Tri fatimske tajne.[2][3]

## Rođenja

### Siječanj – ožujak
- 1. siječnja
  - Ante Dabro, australski umjetnik hrvatskog porijekla
  - Budislav Vukas, hrvatski pravnik i sveučilišni profesor († 2023.)
- 5. siječnja – Ngũgĩ wa Thiong'o, kenijski književnik († 2025.)
- 10. siječnja – Donald Knuth, američki programer
- 11. siječnja – Vladimir Krpan, hrvatski pijanist († 2025.)
- 19. siječnja – Marko Culej, hrvatski biskup († 2006.)
- 23. siječnja – Vladimir Veselica, hrvatski ekonomist († 2013.)
- 26. siječnja – Ferdinand Radovan, hrvatski operni pjevač († 2009.)
- 1. veljače – Igor Kuljerić, hrvatski skladatelj, dirigent i akademik († 2006.)
- 24. veljače –  Mladen Kušec, hrvatski pjesnik, pripovjedač, publicist i novinar († 2020.)
- 3. ožujka – Božidar Peter, hrvatski rukometaš i trener († 2012.)

### Travanj – lipanj
- 18. travnja – Stanko Poklepović, hrvatski nogometni trener († 2018.)
- 20. travnja – Juraj Kolarić, hrvatski teolog i crkveni povjesničar
- 26. travnja – Božo Biškupić, hrvatski političar
- 14. svibnja – Juraj Gracin, hrvatski talijanist i kroatist († 2021.)
- 21. svibnja – Anto Gardaš, hrvatski književnik († 2004.)
- 6. lipnja – Iva Marjanović, hrvatska glumica
- 7. lipnja – Gennadij Pavlovič Jakovljev, ruski botaničar († 2024.)
- 30. lipnja – Mirko Novosel, hrvatski košarkaški trener († 2023.)

### Srpanj – rujan
- 4. srpnja – Bill Withers, američki pjevač i tekstopisac († 2020.)
- 7. srpnja – Jan Assmann, njemački egiptolog, arheolog i grecist († 2024.)
- 8. srpnja – Josip Sever, hrvatski pjesnik († 1989.)
- 12. srpnja – Jagoda Antunac, hrvatska glumica († 1987.)
- 20. srpnja – Natalie Wood, američka glumica († 1981.)
- 28. srpnja – Arsen Dedić, hrvatski pjevač († 2015.)
- 6. kolovoza – August Kovačević, hrvatski jezikoslovac, akademik HAZU
- 11. kolovoza – Ante Kostelić, hrvatski skijaški trener
- 21. kolovoza – Saša Dabetić, hrvatska glumica († 2003.)
- 22. kolovoza – Fedor Kritovac, hrvatski arhitekt i kritičar († 2011.)
- 29. kolovoza – Elliott Gould, američki glumac
- 24. rujna – Marin Hraste, hrvatski znanstvenik, sveučilišni profesor i akademik († 2023.)
- 28. rujna – Ben E. King, američki soul pjevač († 2015.)

### Listopad – prosinac
- 23. rujna – Romy Schneider, austrijsko-njemačka glumica († 1982.)
- 28. rujna – Ljubo Stipišić, hrvatski melograf, aranžer, skladatelj i dirigent († 2011.)
- 3. listopada – Tereza Kesovija, hrvatska pjevačica
- 3. listopada – Eddie Cochran, američki glazbenik († 1960.)
- 5. studenog – Joe Dassin, američko-francuski pjevač († 1980.)
- 12. prosinca – Connie Francis, američka pjevačica i glumica († 2025.)
- 30. prosinca – Ljiljana Molnar Talajić, hrvatska operna pjevačica († 2007.)

## Smrti

### Siječanj – ožujak
- 28. ožujka – Džemaludin Čaušević, hrvatski imam i prevoditelj Kurana (* 1870.)

### Travanj – lipanj
- 27. travnja – Edmund Husserl, njemački filozof (* 1859.)
- 23. svibnja – Anatolij Rjabov, erzjanski jezikoslovac (* 1894.)
- 1. lipnja – Ödön von Horváth, austrijski književnik (* 1901.)

### Srpanj – rujan
- 15. rujna – Thomas Wolfe, američki književnik (* 1900.)
- 21. rujna – Ivana Brlić-Mažuranić, hrvatska književnica (* 1874.)

### Listopad – prosinac
- 5. listopada – Sveta Faustina Kowalska, poljska katolička svetica (* 1905.)
- 7. prosinca - Ivan Nepomuk Jemeršić, hrvatski katolički svećenik (* 1864.)
- 24. listopada – Ernst Barlach, njemački kipar i književnik (* 1870.)
- 25. prosinca – Karel Čapek, češki književnik (* 1890.)

### Nepoznat datum smrti
Kamilo Horvatin, hrvatski političar (* 1896.)

## Nobelova nagrada za 1938. godinu
- fizika: Enrico Fermi
- kemija: Richard Kuhn
- fiziologija i medicina: Corneille Heymans
- književnost: Pearl S. Buck
- mir: Nansenov međunarodni ured za izbjeglice

## Vanjske poveznice
|  | Zajednički poslužitelj ima još gradiva o temi 1938. |